# 이태훈 (정치인)
이태훈(李泰勳, 1956년 10월 20일~)은 대한민국의 정치인이다. 제14·15·16대 대구광역시 달서구청장이다.
2016년 재보궐선거에서 달서구청장에 당선되었다. 이후 2018년에 치러진 제7회 전국동시지방선거에서 달서구청장 선거에 출마해 당선되면서 재선 구청장이 되었다. 2022년 제8회 전국동시지방선거에서 3선 달서구청장에 올랐다.

## 학력
- 내당국민학교 졸업
- 경북대학교 사범대학 부설중학교 졸업
- 경북대학교 사범대학 부설고등학교 졸업
- 영남대학교 경영학과 학사 졸업
- 영남대학교 대학원 행정학과 석사 졸업

## 경력
- 1980년: 제23회 행정고등고시
- 1992년: 대구직할시 지역경제국 지역경제과장
- 1992년: 대구직할시 가정복지국 가정복지과장
- 1994년: 대구직할시 도시계획국 도시계획과장
- 1995년: 대구광역시 남구 사회산업국장
- 1998년: 대구광역시 남구 총무국장
- 1999년: 대구광역시 체육시설관리사무소장
- 2004년: 대구광역시 문화체육국 국장
- 2004년: 대구광역시 서구 부구청장
- 2005년: 미국 미주리주립대학 국제연구소 교육파견
- 2007년: 대구광역시 교통국 국장
- 2009년: 대구광역시 첨단의료복합단지추진위원회 사무처장
- 2011년: 2011대구세계육상선수권대회조직위원회 청산단장
- 2012년: 대구광역시 달서구 부구청장
- 2016년~: 제14·15·16대 대구광역시 달서구청장(민선 6·7·8기)

## 수상
- 1991년 국무총리 표창
- 1998년 대통령 근정포장

## 역대 선거 결과
|  | 60.79% |

|  | 56.32% |

|  | 0% |